# Zamieszki

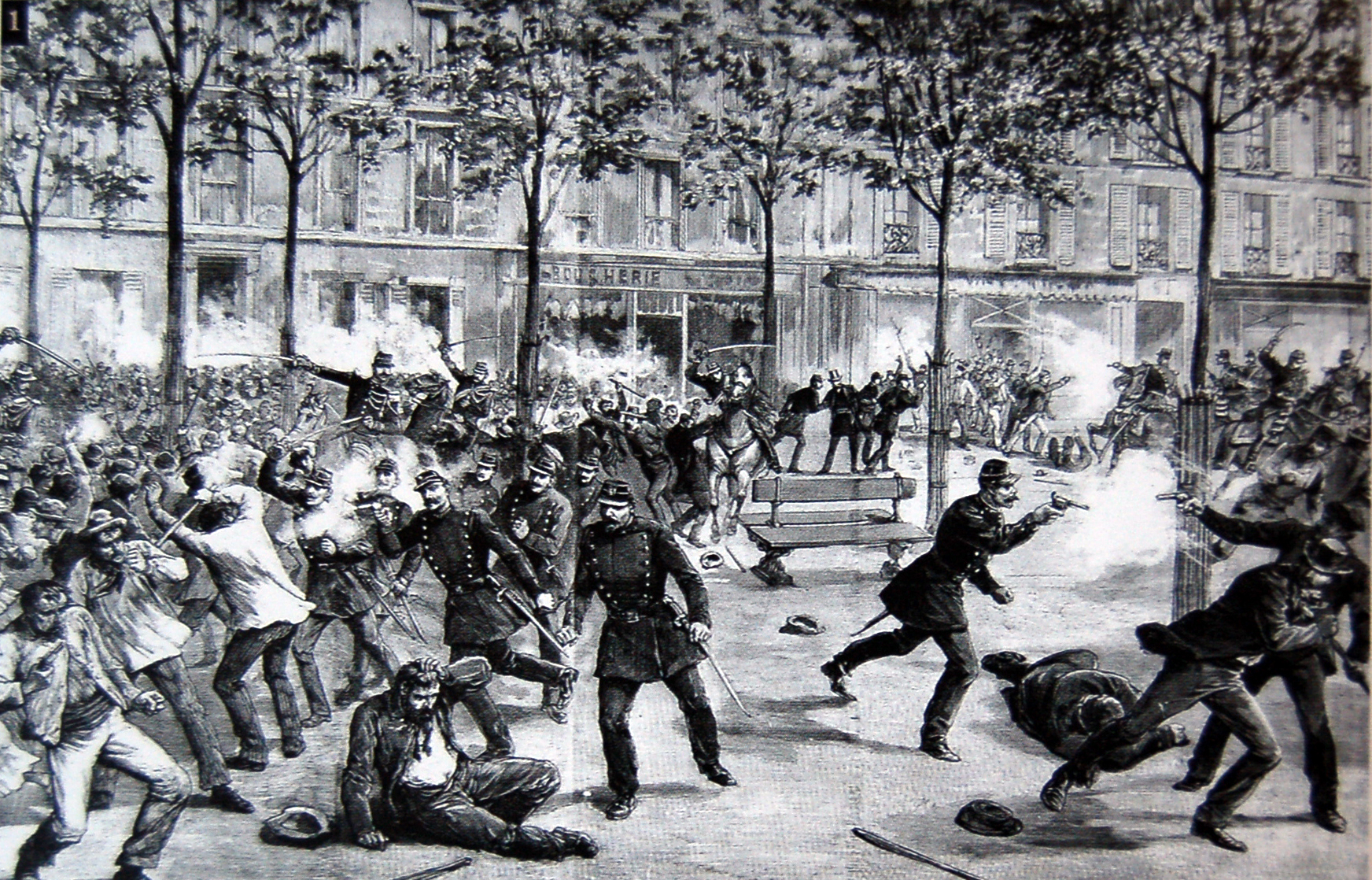
Zamieszki we Francji 1 maja 1891 r.

Zamieszki – spontaniczne, niezorganizowane, zwykle połączone z aktami przemocy fizycznej wystąpienie określonej grupy społecznej, wywołane poczuciem niezadowolenia z istniejącej sytuacji politycznej, ekonomicznej lub społecznej, skierowane przeciw strukturom sprawującym władzę, na mocy obowiązującego prawa.